# Xanthodes gephyrias
Xanthodes gephyrias är en fjärilsart som beskrevs av Edward Meyrick 1902. Xanthodes gephyrias ingår i släktet Xanthodes och familjen trågspinnare. Inga underarter finns listade i Catalogue of Life.